# Peter Tork
Peter Halsten Thorkelsen (født 13. februar 1942 i Washington D.C., død 21. februar 2019) var en amerikansk bassist og keyboardspiller i den amerikanske popgruppe the Monkees.
Peter Tork tilbragte det meste af sin barndom og ungdom i henholdsvis Tyskland og Connecticut, USA, grundet faderens udstationering som løjtnant i hæren og arbejde som økonomiprofessor. Allerede som 9-årig begyndte Tork at spille klaver, herefter lærte han sig at spille en lang række instrumenter, bl.a. spillede han valdhorn for The University of Connecticut Orchestra. I starten af 1960'erne flyttede han til Greenwich Village i New York og ernærede sig som musiker. Han kaldte sig Tork og blev venner med bl.a. José Feliciano, Richie Havens, John Sebastian, Mama Cass og Stephen Stills.
I 1965 var Peter Tork flyttet til Los Angeles, og her opfordrede Stephen Stills ham til at gå til optagelsesprøve på en ny tv-serie The Monkees. 437 unge mænd mødte op til prøverne, hvor Tork blev én af de 4 udvalgte, der i serien skulle portrættere en popgruppe modelleret efter the Beatles.
I tv-serien skulle Peter Tork spille den tåbelige klovn, hvilket gik ham på nerverne, da han i virkelighedens verden var gruppens intellektuelle akademiker. At han heller ikke fik lov til at spille på de tidlige albums, der blev udsendt i forbindelse med serien, styrkede yderligere hans modvilje mod Monkees-projektet. Ingen var derfor gladere end han, da gruppen i 1967 vandt retten til selv at indspille deres plader. Tork skrev de fleste af the Monkees' psykedeliske numre, men led stærkt under, at den etablerede musikverden ikke tog the Monkees alvorligt som band. Tork forlod da også som den første bandet i 1969.
Efter bruddet med the Monkees havde Peter Tork en periode med stofmisbrug og alkoholisme, men det lykkedes ham at komme ud af det. Han underviste i engelsk, matematik, samfundsfag og musik på en privatskole og flyttede i 1981 tilbage til New York for at forfølge sin musikalske karriere. I 1986 gendannede han med Davy Jones og Micky Dolenz the Monkees og turnerede med dem i et par år. I 1996 blev the Monkees atter gendannet denne gang også med Mike Nesmith. Tork har desuden ageret som skuespiller i en lang række film og tv-serier, bl.a. filmen The Brady Bunch Movie fra 1994 og tv-serien Boy Meets World fra 1995.
Peter Tork ledte i grupen Shoe Suede Blues, og han optrædte desuden både solo og med musikeren James Lee Stanley. Han havde udsendt en lang række albums både med og uden bands, bl.a Stranger Things Have Happened, Live in L.A. og Two Man Band.
Tork boede i Los Angeles og havde tre børn. Med Reine Stewart, datter af skuespilleren James Stewart, har han datteren Hallie Elizabeth, født 1970, med ex-hustruen Barbara Iannoli har han sønnen Ivan Joe, født 1975, og i 1997 fik han datteren Erica, der bor med sin mor og sine bedsteforældre i Midtvesten i USA.